# Clasificación al Campeonato Europeo Sub-17 de la UEFA 2018
Cincuenta y dos selecciones participarán en esta ronda. Habrá trece grupos de cuatro países cada uno. Quienes ocupen el primer y segundo lugar de cada grupo se clasificarán para jugar la Ronda Élite, junto a los cuatro mejores terceros (por sus resultados ante primera y segunda de su grupo).
Clasificadas directamente para la segunda ronda de clasificación: Alemania y Portugal, por tener mejor coeficiente.
Clasificada directamente para la fase final: Inglaterra (anfitriona)

## Ronda de Clasificación

### Sorteo
El sorteo se realizó el 13 de diciembre de 2016 en Nyon, Suiza.

### Grupo 1
País anfitrión: Malta
| Equipo            | Pts | PJ | PG | PE | PP | GF | GC | Dif |
| ----------------- | --- | -- | -- | -- | -- | -- | -- | --- |
| Bélgica           | 9   | 3  | 3  | 0  | 0  | 8  | 1  | 7   |
| Suiza             | 6   | 3  | 2  | 0  | 1  | 6  | 2  | 4   |
| Irlanda del Norte | 3   | 3  | 1  | 0  | 2  | 1  | 8  | -7  |
| Malta             | 0   | 3  | 0  | 0  | 3  | 1  | 5  | -4  |

| 26 de octubre de 2017, 11:00 | Bélgica                          | 3:1 (2:0) | Malta         | Centenario, Ta' Qali, Malta |                           |
|                              | Vertessen 26' · Lemoine 32', 45' | Reporte   | Satariano 69' | Árbitro(s): Michal Ocenáš   | Árbitro(s): Michal Ocenáš |

| 26 de octubre de 2017, 14:00 | Irlanda del Norte | 0:5 (0:2) | Suiza                                            | Centenario, Ta' Qali, Malta |                           |
|                              |                   | Reporte   | Vonmoos 13' · Mambimbi 17' · Vasic 63', 66', 72' | Árbitro(s): Juri Frischer   | Árbitro(s): Juri Frischer |

| 29 de octubre de 2017, 11:00 | Bélgica                                          | 3:0 (2:0) | Irlanda del Norte | Centenario, Ta' Qali, Malta |                           |
|                              | Dendoncker 11' · A. Colassin 17' · Vertessen 49' | Reporte   |                   | Árbitro(s): Michal Ocenáš   | Árbitro(s): Michal Ocenáš |

| 29 de octubre de 2017, 14:00 | Suiza    | 1:0 (0:0) | Malta | Centenario, Ta' Qali, Malta |                           |
|                              | Sohm 79' | Reporte   |       | Árbitro(s): Omar Pashayev   | Árbitro(s): Omar Pashayev |

| 1 de noviembre de 2017, 11:00 | Suiza | 0:2 (0:1) | Bélgica                  | Nacional, Ta' Qali, Malta |                           |
|                               |       | Reporte   | Symons 37' · Timassi 41' | Árbitro(s): Juri Frischer | Árbitro(s): Juri Frischer |

| 1 de noviembre de 2017, 11:00 | Malta | 0:1 (0:0) | Irlanda del Norte | Centenario, Ta' Qali, Malta |                           |
|                               |       | Reporte   | Wilson 45'        | Árbitro(s): Omar Pashayev   | Árbitro(s): Omar Pashayev |

### Grupo 2
País anfitrión: Albania
| Equipo        | Pts | PJ | PG | PE | PP | GF | GC | Dif |
| ------------- | --- | -- | -- | -- | -- | -- | -- | --- |
| Croacia       | 7   | 3  | 2  | 1  | 0  | 8  | 1  | 7   |
| España        | 7   | 3  | 2  | 1  | 0  | 5  | 1  | 4   |
| Albania       | 3   | 3  | 1  | 0  | 2  | 5  | 2  | 3   |
| Liechtenstein | 0   | 3  | 0  | 0  | 3  | 0  | 14 | -14 |

| 19 de octubre de 2017, 12:00 | España                           | 3:0 (1:0) | Liechtenstein | Niko Dovana, Durrës, Albania |                          |
|                              | C. Pérez 17', 68' · G. Bayón 45' | Reporte   |               | Árbitro(s): Alex Troleis     | Árbitro(s): Alex Troleis |

| 19 de octubre de 2017, 14:00 | Albania | 0:1 (0:0) | Croacia              | Selman Stërmasi, Tirana, Albania |                            |
|                              |         | Reporte   | Krizmanić 78' (pen.) | Árbitro(s): Mykola Balakin       | Árbitro(s): Mykola Balakin |

| 22 de octubre de 2017, 12:00 | España           | 1:0 (0:0) | Albania | Selman Stërmasi, Tirana, Albania |                           |
|                              | N. T. Zoubdi 77' | Reporte   |         | Árbitro(s): Zbynek Proske        | Árbitro(s): Zbynek Proske |

| 22 de octubre de 2017, 14:00 | Croacia                                                                       | 6:0 (4:0) | Liechtenstein | Elbasan Arena, Elbasan, Albania |                          |
|                              | A. Marin 5', 34' (pen.) · Šarić 9' · Krizmanić 20' · Vušković 65' · Brnić 79' | Reporte   |               | Árbitro(s): Alex Troleis        | Árbitro(s): Alex Troleis |

| 25 de octubre de 2017, 14:00 | Croacia             | 1:1 (1:1) | España           | Elbasan Arena, Elbasan, Albania |                            |
|                              | Vušković 39' (pen.) | Reporte   | N. T. Zoubdi 35' | Árbitro(s): Mykola Balakin      | Árbitro(s): Mykola Balakin |

| 25 de octubre de 2017, 14:00 | Liechtenstein | 0:5 (0:4) | Albania                                         | Selman Stërmasi, Tirana, Albania |                           |
|                              |               | Reporte   | Bozhanaj 10', 21', 50' · Rama 24' · Bullari 33' | Árbitro(s): Zbynek Proske        | Árbitro(s): Zbynek Proske |

### Grupo 3
País anfitrión: República Checa
| Equipo          | Pts | PJ | PG | PE | PP | GF | GC | Dif |
| --------------- | --- | -- | -- | -- | -- | -- | -- | --- |
| Israel          | 9   | 3  | 3  | 0  | 0  | 6  | 0  | 6   |
| República Checa | 4   | 3  | 1  | 1  | 1  | 8  | 3  | 5   |
| Turquía         | 4   | 3  | 1  | 1  | 1  | 5  | 2  | 3   |
| Armenia         | 0   | 3  | 0  | 0  | 3  | 0  | 14 | -14 |

| 13 de octubre de 2017, 15:00 | República Checa                                                                                        | 7:0 (4:0) | Armenia | FK Letohrad, Letohrad, República Checa |                         |
|                              | Krobot 12' (pen.) · Holzer 21' · Firbacher 31' · Eichler 40+2' · Ghazaryan 47' (a.g.) · Kozák 62', 64' | Reporte   |         | Árbitro(s): Espen Eskås                | Árbitro(s): Espen Eskås |

| 13 de octubre de 2017, 15:00 | Israel    | 1:0 (1:0) | Turquía | Svitavy Stadium, Svitavy, República Checa |                              |
|                              | Ovadia 8' | Reporte   |         | Árbitro(s): Stefan Apostolov              | Árbitro(s): Stefan Apostolov |

| 16 de octubre de 2017, 15:00 | República Checa | 0:2 (0:0) | Israel                   | FK Letohrad, Letohrad, República Checa |                                   |
|                              |                 | Reporte   | Abada 71' · Ovadia 80+2' | Árbitro(s): Farrugia Cann Trustin      | Árbitro(s): Farrugia Cann Trustin |

| 16 de octubre de 2017, 15:00 | Turquía                                         | 4:0 (1:0) | Armenia | Svitavy Stadium, Svitavy, República Checa |                         |
|                              | Bakan 23' · Altunbaş 52' · Kaya 77' · Çelik 79' | Reporte   |         | Árbitro(s): Espen Eskås                   | Árbitro(s): Espen Eskås |

| 19 de octubre de 2017, 15:00 | Turquía           | 1:1 (1:0) | República Checa | Svitavy Stadium, Svitavy, República Checa |                              |
|                              | Gündüz 22' (pen.) | Reporte   | Š. Gabriel 49'  | Árbitro(s): Stefan Apostolov              | Árbitro(s): Stefan Apostolov |

| 19 de octubre de 2017, 15:00 | Armenia | 0:3 (0:0) | Israel                          | FK Letohrad, Letohrad, República Checa |                                   |
|                              |         | Reporte   | Ram 45' · Biton 59' · Abada 69' | Árbitro(s): Farrugia Cann Trustin      | Árbitro(s): Farrugia Cann Trustin |

### Grupo 4
País anfitrión: Finlandia
| Equipo      | Pts | PJ | PG | PE | PP | GF | GC | Dif |
| ----------- | --- | -- | -- | -- | -- | -- | -- | --- |
| Finlandia   | 7   | 3  | 2  | 1  | 0  | 5  | 0  | 5   |
| Islandia    | 7   | 3  | 2  | 1  | 0  | 4  | 0  | 4   |
| Rusia       | 3   | 3  | 1  | 0  | 2  | 3  | 4  | -1  |
| Islas Feroe | 0   | 3  | 0  | 0  | 3  | 1  | 9  | -8  |

| 27 de septiembre de 2017, 12:00 | Rusia                                    | 3:1 (2:1) | Islas Feroe       | Arto Tolsa Areena, Kotka, Finlandia |                                 |
|                                 | Kutovoi 11' · Petrov 30' · Gerchikov 62' | Reporte   | Kutovoi 8' (a.g.) | Árbitro(s): Aleksandrs Golubevs     | Árbitro(s): Aleksandrs Golubevs |

| 27 de septiembre de 2017, 17:00 | Finlandia | 0:0     | Islandia | Arto Tolsa Areena, Kotka, Finlandia |                               |
|                                 |           | Reporte |          | Árbitro(s): Krzysztof Jakubik       | Árbitro(s): Krzysztof Jakubik |

| 30 de septiembre de 2017, 12:00 | Islandia             | 2:0 (1:0) | Islas Feroe | Saviniemi, Kouvola, Finlandia   |                                 |
|                                 | Sigurdarson 28', 53' | Reporte   |             | Árbitro(s): Aleksandrs Golubevs | Árbitro(s): Aleksandrs Golubevs |

| 30 de septiembre de 2017, 17:00 | Rusia | 0:1 (0:1) | Finlandia   | Saviniemi, Kouvola, Finlandia |                         |
|                                 |       | Reporte   | Tolonen 38' | Árbitro(s): Filip Glova       | Árbitro(s): Filip Glova |

| 3 de octubre de 2017, 12:00 | Islandia                   | 2:0 (2:0) | Rusia | Saviniemi, Kouvola, Finlandia |                               |
|                             | Gudjohnsen 25' (pen.), 30' | Reporte   |       | Árbitro(s): Krzysztof Jakubik | Árbitro(s): Krzysztof Jakubik |

| 3 de octubre de 2017, 12:00 | Islas Feroe | 0:4 (0:2) | Finlandia                                    | Arto Tolsa Areena, Kotka, Finlandia |                         |
|                             |             | Reporte   | Mastokangas 6', 48' (pen.) · Ablade 32', 55' | Árbitro(s): Filip Glova             | Árbitro(s): Filip Glova |

### Grupo 5
País anfitrión: Serbia
| Equipo    | Pts | PJ | PG | PE | PP | GF | GC | Dif |
| --------- | --- | -- | -- | -- | -- | -- | -- | --- |
| Serbia    | 9   | 3  | 3  | 0  | 0  | 12 | 3  | 9   |
| Grecia    | 6   | 3  | 2  | 0  | 1  | 9  | 3  | 6   |
| Noruega   | 3   | 3  | 1  | 0  | 2  | 11 | 3  | 8   |
| Gibraltar | 0   | 3  | 0  | 0  | 3  | 0  | 23 | -23 |

| 18 de octubre de 2017, 14:30 | Serbia                                                                               | 7:0 (4:0) | Gibraltar | Sports Center, Stara Pazova, Serbia |                           |
|                              | Novaković 6', 42' · Burmaz 29' · Vidosavljević 30', 39' · Pavlović 66' · Velikić 78' | Reporte   |           | Árbitro(s): Suren Baliyan           | Árbitro(s): Suren Baliyan |

| 18 de octubre de 2017, 11:00 | Noruega | 0:1 (0:1) | Grecia        | Sports Center, Stara Pazova, Serbia |                           |
|                              |         | Reporte   | Thymianis 28' | Árbitro(s): Fyodor Zammit           | Árbitro(s): Fyodor Zammit |

| 21 de octubre de 2017, 14:30 | Serbia                             | 2:1 (1:0) | Noruega | Sports Center, Stara Pazova, Serbia    |                                        |
|                              | Ilić 7' (pen.) · Vidosavljević 69' | Reporte   | Aga 70' | Árbitro(s): Luis Miguel Branco Godinho | Árbitro(s): Luis Miguel Branco Godinho |

| 21 de octubre de 2017, 11:00 | Grecia         | 6:0 (3:0) | Gibraltar                 | Sports Center, Stara Pazova, Serbia |                           |
|                              | Vrakas 9', 15' | Reporte   | Tzimas 37', 45', 63', 74' | Árbitro(s): Suren Baliyan           | Árbitro(s): Suren Baliyan |

| 24 de octubre de 2017, 14:30 | Grecia                        | 2:3 (1:0) | Serbia                                                     | Sports Center, Stara Pazova, Serbia    |                                        |
|                              | Thymianis 29' · Mavroudis 55' | Reporte   | Vidosavljević 49' (pen.) · Novaković 71' · Novaković 80+3' | Árbitro(s): Luis Miguel Branco Godinho | Árbitro(s): Luis Miguel Branco Godinho |

| 24 de octubre de 2017, 14:30 | Gibraltar | 0:10 (0:6) | Noruega                                                                                 | Gradski, Pančevo, Serbia  |                           |
|                              |           | Reporte    | K. N. Hansen 7', 10', 20', 32' · Aga 12', 29', 66', 74' · Baccay 44' · Christiansen 70' | Árbitro(s): Fyodor Zammit | Árbitro(s): Fyodor Zammit |

### Grupo 6
País anfitrión: Bielorrusia
| Equipo      | Pts | PJ | PG | PE | PP | GF | GC | Dif |
| ----------- | --- | -- | -- | -- | -- | -- | -- | --- |
| Francia     | 9   | 3  | 3  | 0  | 0  | 10 | 2  | 8   |
| Eslovenia   | 6   | 3  | 2  | 0  | 1  | 3  | 2  | 1   |
| Bielorrusia | 3   | 3  | 1  | 0  | 2  | 4  | 5  | -1  |
| Kazajistán  | 0   | 3  | 0  | 0  | 3  | 1  | 9  | -8  |

| 19 de octubre de 2017, 17:00 | Francia                                         | 5:0 (5:0) | Kazajistán | Spartak, Maguilov, Bielorrusia |                            |
|                              | Diaby 4', 15', 18' · Mbe Soh 24' · Da Cunha 30' | Reporte   |            | Árbitro(s): Edin Jakupović     | Árbitro(s): Edin Jakupović |

| 19 de octubre de 2017, 11:00 | Bielorrusia | 0:1 (0:0) | Eslovenia  | Spartak, Maguilov, Bielorrusia |                              |
|                              |             | Reporte   | Prelec 60' | Árbitro(s): Stavros Mantalos   | Árbitro(s): Stavros Mantalos |

| 22 de octubre de 2017, 11:00 | Francia                                        | 3:1 (2:0) | Bielorrusia            | Spartak, Maguilov, Bielorrusia |                            |
|                              | Belashevich 11' (a.g.) · Diaby 31', 61' (pen.) | Reporte   | Milasheuski 70' (pen.) | Árbitro(s): Edin Jakupović     | Árbitro(s): Edin Jakupović |

| 22 de octubre de 2017, 17:00 | Eslovenia  | 1:0 (1:0) | Kazajistán | Spartak, Maguilov, Bielorrusia  |                                 |
|                              | Prelec 22' | Reporte   |            | Árbitro(s): Iwan Arwel Griffith | Árbitro(s): Iwan Arwel Griffith |

| 25 de octubre de 2017, 11:00 | Eslovenia | 1:2 (0:0) | Francia                  | Gorodskoy, Orsha, Bielorrusia |                              |
|                              | Simič 68' | Reporte   | Diaby 61' · Da Cunha 65' | Árbitro(s): Stavros Mantalos  | Árbitro(s): Stavros Mantalos |

| 25 de octubre de 2017, 11:00 | Kazajistán   | 1:3 (1:1) | Bielorrusia               | Spartak, Maguilov, Bielorrusia  |                                 |
|                              | Basmanov 17' | Reporte   | Kapraliou 10', 57', 80+1' | Árbitro(s): Iwan Arwel Griffith | Árbitro(s): Iwan Arwel Griffith |

### Grupo 7
País anfitrión: Estonia
| Equipo    | Pts | PJ | PG | PE | PP | GF | GC | Dif |
| --------- | --- | -- | -- | -- | -- | -- | -- | --- |
| Escocia   | 7   | 3  | 2  | 1  | 0  | 5  | 1  | 4   |
| Dinamarca | 7   | 3  | 2  | 1  | 0  | 2  | 0  | 2   |
| Andorra   | 1   | 3  | 0  | 1  | 2  | 1  | 3  | -2  |
| Estonia   | 1   | 3  | 0  | 1  | 2  | 0  | 4  | -4  |

| 22 de octubre de 2017, 12:00 | Escocia              | 2:1 (1:1) | Andorra         | Kadriorg, Tallin, Estonia |                       |
|                              | Marc Leonard 8', 49' | Reporte   | A. Guerrero 36' | Árbitro(s): Genc Nuza     | Árbitro(s): Genc Nuza |

| 22 de octubre de 2017, 15:00 | Estonia | 0:1 (0:0) | Dinamarca      | Lilleküla, Tallin, Estonia |                          |
|                              |         | Reporte   | Brajanac 80+3' | Árbitro(s): Duje Strukan   | Árbitro(s): Duje Strukan |

| 25 de octubre de 2017, 14:00 | Dinamarca                 | 1:0 (0:0) | Andorra | Kadriorg, Tallin, Estonia |                       |
|                              | Pyndt Andersen 71' (pen.) | Reporte   |         | Árbitro(s): Genc Nuza     | Árbitro(s): Genc Nuza |

| 25 de octubre de 2017, 18:00 | Escocia                                        | 3:0 (1:0) | Estonia | Lilleküla, Tallin, Estonia |                        |
|                              | Semple 16' · Gilmour 44' · Campbell 78' (pen.) | Reporte   |         | Árbitro(s): Pavel Orel     | Árbitro(s): Pavel Orel |

| 28 de octubre de 2017, 12:00 | Dinamarca | 0:0     | Escocia | Kadriorg, Tallin, Estonia |                          |
|                              |           | Reporte |         | Árbitro(s): Duje Strukan  | Árbitro(s): Duje Strukan |

| 28 de octubre de 2017, 12:00 | Andorra | 0:0     | Estonia | Lilleküla, Tallin, Estonia |                        |
|                              |         | Reporte |         | Árbitro(s): Pavel Orel     | Árbitro(s): Pavel Orel |

### Grupo 8
País anfitrión: Macedonia
| Equipo               | Pts | PJ | PG | PE | PP | GF | GC | Dif |
| -------------------- | --- | -- | -- | -- | -- | -- | -- | --- |
| Bosnia y Herzegovina | 5   | 3  | 1  | 2  | 0  | 5  | 1  | 4   |
| Eslovaquia           | 5   | 3  | 1  | 2  | 0  | 3  | 1  | 2   |
| Macedonia del Norte  | 5   | 3  | 1  | 2  | 0  | 2  | 0  | 2   |
| Moldavia             | 0   | 3  | 0  | 0  | 3  | 0  | 8  | -8  |

| 2 de octubre de 2017, 15:00 | Bosnia y Herzegovina | 0:0     | Macedonia | FFM Training Centre, Skopie, Macedonia |                              |
|                             |                      | Reporte |           | Árbitro(s): Furkat Atazhanov           | Árbitro(s): Furkat Atazhanov |

| 2 de octubre de 2017, 15:00 | Moldavia | 0:2 (0:2) | Eslovaquia              | Boris Trajkovski, Skopie, Macedonia |                             |
|                             |          | Reporte   | Burian 30' · Bernát 39' | Árbitro(s): Robert Hennessy         | Árbitro(s): Robert Hennessy |

| 5 de octubre de 2017, 15:00 | Bosnia y Herzegovina                   | 4:0 (2:0) | Moldavia | Boris Trajkovski, Skopie, Macedonia |                           |
|                             | Hasić 6', 14' (pen.), 78' · Badžak 47' | Reporte   |          | Árbitro(s): Jari Järvinen           | Árbitro(s): Jari Järvinen |

| 5 de octubre de 2017, 15:00 | Eslovaquia | 0:0     | Macedonia | FFM Training Centre, Skopie, Macedonia |                             |
|                             |            | Reporte |           | Árbitro(s): Robert Hennessy            | Árbitro(s): Robert Hennessy |

| 8 de octubre de 2017, 15:00 | Eslovaquia    | 1:1 (0:0) | Bosnia y Herzegovina | Boris Trajkovski, Skopie, Macedonia |                           |
|                             | Lavrinčík 61' | Reporte   | Stanić 66'           | Árbitro(s): Jari Järvinen           | Árbitro(s): Jari Järvinen |

| 8 de octubre de 2017, 15:00 | Macedonia                  | 2:0 (1:0) | Moldavia | FFM Training Centre, Skopie, Macedonia |                              |
|                             | Novevski 6' · Tasevski 67' | Reporte   |          | Árbitro(s): Furkat Atazhanov           | Árbitro(s): Furkat Atazhanov |

### Grupo 9
País anfitrión: Hungría
| Equipo       | Pts | PJ | PG | PE | PP | GF | GC | Dif |
| ------------ | --- | -- | -- | -- | -- | -- | -- | --- |
| Hungría      | 9   | 3  | 3  | 0  | 0  | 6  | 2  | 4   |
| Países Bajos | 6   | 3  | 2  | 0  | 1  | 7  | 2  | 5   |
| Gales        | 3   | 3  | 1  | 0  | 2  | 3  | 6  | -3  |
| Kosovo       | 0   | 3  | 0  | 0  | 3  | 2  | 8  | -6  |

| 10 de octubre de 2017, 14:00 | Holanda             | 3:1 (2:1) | Kosovo          | III. Kerületi TVE, Budapest, Hungría |                           |
|                              | Redan 12', 23', 56' | Reporte   | Prapashtica 13' | Árbitro(s): Daniyar Sakhi            | Árbitro(s): Daniyar Sakhi |

| 10 de octubre de 2017, 14:00 | Hungría                     | 2:1 (1:1) | Gales     | Globall Football Park, Telki, Hungría |                                    |
|                              | Cipf 22' (pen.) · Varju 44' | Reporte   | Hosie 37' | Árbitro(s): Alexandros Aretopoulos    | Árbitro(s): Alexandros Aretopoulos |

| 13 de octubre de 2017, 14:00 | Holanda | 0:1 (0:0) | Hungría  | III. Kerületi TVE, Budapest, Hungría |                            |
|                              |         | Reporte   | Beke 49' | Árbitro(s): Donatas Rumšas           | Árbitro(s): Donatas Rumšas |

| 13 de octubre de 2017, 14:00 | Gales                    | 2:0 (0:0) | Kosovo | Csákvár Városi, Csákvár, Hungría |                           |
|                              | Watts 70' · Davies 80+2' | Reporte   |        | Árbitro(s): Daniyar Sakhi        | Árbitro(s): Daniyar Sakhi |

| 16 de octubre de 2017, 16:00 | Gales | 0:4 (0:1) | Holanda                                                         | Globall Football Park, Telki, Hungría |                                    |
|                              |       | Reporte   | Pattern 5' (a.g.) · Redan 46' · Van Der Heide 51' · Zirkzee 62' | Árbitro(s): Alexandros Aretopoulos    | Árbitro(s): Alexandros Aretopoulos |

| 16 de octubre de 2017, 16:00 | Kosovo      | 1:3 (1:0) | Hungría                           | Ferenc Szusza, Budapest, Hungría |                            |
|                              | Hysenaj 15' | Reporte   | Tóth-Gábor 43', 71' · Csala 80+2' | Árbitro(s): Donatas Rumšas       | Árbitro(s): Donatas Rumšas |

### Grupo 10
País anfitrión: Rumania
| Equipo     | Pts | PJ | PG | PE | PP | GF | GC | Dif |
| ---------- | --- | -- | -- | -- | -- | -- | -- | --- |
| Austria    | 9   | 3  | 3  | 0  | 0  | 5  | 1  | 5   |
| Rumania    | 4   | 3  | 1  | 1  | 1  | 2  | 2  | 0   |
| Lituania   | 3   | 3  | 1  | 0  | 2  | 3  | 5  | -2  |
| Luxemburgo | 1   | 3  | 0  | 1  | 2  | 2  | 4  | -2  |

| 23 de octubre de 2017, 14:00 | Austria             | 2:1 (1:0) | Luxemburgo    | Football Centre FRF, Buftea, Rumania |                           |
|                              | Monsberger 33', 56' | Reporte   | C. Duarte 50' | Árbitro(s): Jason Barcelo            | Árbitro(s): Jason Barcelo |

| 23 de octubre de 2017, 18:00 | Lituania      | 1:2 (1:2) | Rumania                 | Football Centre Mogosoaia Pitch 2, Bucarest, Rumania |                            |
|                              | Andriušis 32' | Reporte   | Vlad 6' · Alexandru 26' | Árbitro(s): Kai Erik Steen                           | Árbitro(s): Kai Erik Steen |

| 26 de octubre de 2017, 14:00 | Austria                  | 2:0 (1:0) | Lituania | Football Centre FRF, Buftea, Rumania |                              |
|                              | Schöfl 4' · Moormann 52' | Reporte   |          | Árbitro(s): Aleksei Matyunin         | Árbitro(s): Aleksei Matyunin |

| 26 de octubre de 2017, 18:00 | Rumania | 0:0     | Luxemburgo | Football Centre Mogosoaia Pitch 2, Bucarest, Rumania |                            |
|                              |         | Reporte |            | Árbitro(s): Kai Erik Steen                           | Árbitro(s): Kai Erik Steen |

| 29 de octubre de 2017, 16:00 | Rumania | 0:1 (0:0) | Austria           | Football Centre Mogosoaia Pitch 2, Bucarest, Rumania |                              |
|                              |         | Reporte   | Abdijanovic 80+3' | Árbitro(s): Aleksei Matyunin                         | Árbitro(s): Aleksei Matyunin |

| 29 de octubre de 2017, 16:00 | Luxemburgo | 1:2 (0:2) | Lituania                           | Football Centre FRF, Buftea, Rumania |                           |
|                              | Held 65'   | Reporte   | Juodkūnaitis 11' · Piliukaitis 22' | Árbitro(s): Jason Barcelo            | Árbitro(s): Jason Barcelo |

### Grupo 11
País anfitrión: Bulgaria
| Equipo     | Pts | PJ | PG | PE | PP | GF | GC | Dif |
| ---------- | --- | -- | -- | -- | -- | -- | -- | --- |
| Irlanda    | 9   | 3  | 3  | 0  | 0  | 12 | 1  | 11  |
| Ucrania    | 6   | 3  | 2  | 0  | 1  | 10 | 4  | 6   |
| Azerbaiyán | 3   | 3  | 1  | 0  | 2  | 3  | 13 | -10 |
| Bulgaria   | 0   | 3  | 0  | 0  | 3  | 1  | 8  | -7  |

| 10 de octubre de 2017, 15:00 | República de Irlanda                                      | 6:0 (4:0) | Azerbaiyán | Lokomotiv, Gorna Oryahovitsa, Bulgaria |                          |
|                              | Idah 6', 24', 58' · Brennan 36' · Murphy 38' · Wright 43' | Reporte   |            | Árbitro(s): Barbeno Luca               | Árbitro(s): Barbeno Luca |

| 10 de octubre de 2017, 17:30 | Bulgaria | 0:3 (0:1) | Ucrania                               | Ivaylo, Veliko Tarnovo, Bulgaria |                              |
|                              |          | Reporte   | Voloshyn 38' · Mudryk 47' · Sikan 68' | Árbitro(s): Halil Umut Meler     | Árbitro(s): Halil Umut Meler |

| 13 de octubre de 2017, 15:00 | Ucrania                                                                         | 6:1 (3:1) | Azerbaiyán     | Lokomotiv, Gorna Oryahovitsa, Bulgaria |                              |
|                              | Mudryk 3' · Yakuba 15' · Sikan 35' · Aussi 62' · Biblyk 78' · Shulianskyi 80+1' | Reporte   | Zulfugarli 17' | Árbitro(s): Halil Umut Meler           | Árbitro(s): Halil Umut Meler |

| 13 de octubre de 2017, 17:30 | República de Irlanda      | 3:0 (2:0) | Bulgaria | Ivaylo, Veliko Tarnovo, Bulgaria      |                                       |
|                              | Idah 3', 72' · Coffey 18' | Reporte   |          | Árbitro(s): Peter Kjaesgaard-Andersen | Árbitro(s): Peter Kjaesgaard-Andersen |

| 16 de octubre de 2017, 17:30 | Ucrania      | 1:3 (1:0) | República de Irlanda           | Ivaylo, Veliko Tarnovo, Bulgaria      |                                       |
|                              | Voloshyn 14' | Reporte   | Idah 42', 80+2' · O'Reilly 54' | Árbitro(s): Peter Kjaesgaard-Andersen | Árbitro(s): Peter Kjaesgaard-Andersen |

| 16 de octubre de 2017, 17:30 | Azerbaiyán          | 2:1 (1:0) | Bulgaria    | Lokomotiv, Gorna Oryahovitsa, Bulgaria |                          |
|                              | Valizada 18', 80+2' | Reporte   | Nikolov 45' | Árbitro(s): Barbeno Luca               | Árbitro(s): Barbeno Luca |

### Grupo 12
País anfitrión: Chipre
| Equipo     | Pts | PJ | PG | PE | PP | GF | GC | Dif |
| ---------- | --- | -- | -- | -- | -- | -- | -- | --- |
| Polonia    | 7   | 3  | 2  | 1  | 0  | 10 | 1  | 9   |
| Suecia     | 5   | 3  | 1  | 2  | 0  | 11 | 2  | 9   |
| Chipre     | 4   | 3  | 1  | 1  | 1  | 6  | 2  | 4   |
| San Marino | 0   | 3  | 0  | 0  | 3  | 0  | 22 | -22 |

| 17 de octubre de 2017, 14:00 | Polonia                                                                                                 | 8:0 (4:0) | San Marino | Paphiako, Paphos, Chipre  |                           |
|                              | Kobacki 14' · Czyż 18' · Karbownik 21', 36' · Żuk 59' · Contadini 68' (a.g.) · Bida 76' · Karbownik 78' | Reporte   |            | Árbitro(s): Luis Teixeira | Árbitro(s): Luis Teixeira |

| 17 de octubre de 2017, 14:00 | Chipre      | 1:1 (0:0) | Suecia          | Kouklia, Paphos, Chipre |                        |
|                              | Vrikkis 47' | Reporte   | Andersson 80+3' | Árbitro(s): Ian McNabb  | Árbitro(s): Ian McNabb |

| 20 de octubre de 2017, 14:00 | Polonia      | 1:0 (0:0) | Chipre | Kouklia, Paphos, Chipre   |                           |
|                              | Nawrocki 78' | Reporte   |        | Árbitro(s): Bojan Nikolić | Árbitro(s): Bojan Nikolić |

| 20 de octubre de 2017, 14:00 | Suecia                                                                                | 9:0 (6:0) | San Marino | Paphiako, Paphos, Chipre |                        |
|                              | J. Larsson 4', 15' · Lahne 18' · Nygren 25', 38', 45', 65' · Hammar 30' · Mujanic 58' | Reporte   |            | Árbitro(s): Ian McNabb   | Árbitro(s): Ian McNabb |

| 23 de octubre de 2017, 14:00 | Suecia         | 1:1 (0:1) | Polonia       | Paphiako, Paphos, Chipre  |                           |
|                              | Wikström 80+3' | Reporte   | Karbownik 36' | Árbitro(s): Bojan Nikolić | Árbitro(s): Bojan Nikolić |

| 23 de octubre de 2017, 14:00 | San Marino | 0:5 (0:3) | Chipre                                                                 | Kouklia, Paphos, Chipre   |                           |
|                              |            | Reporte   | Kapsos 4' · Paroutis 22' · Mamas 37' · Constantinidis 60' · Raspas 65' | Árbitro(s): Luis Teixeira | Árbitro(s): Luis Teixeira |

### Grupo 13
País anfitrión: Georgia
| Equipo     | Pts | PJ | PG | PE | PP | GF | GC | Dif |
| ---------- | --- | -- | -- | -- | -- | -- | -- | --- |
| Italia     | 9   | 3  | 3  | 0  | 0  | 6  | 0  | 6   |
| Georgia    | 6   | 3  | 2  | 0  | 1  | 3  | 2  | 1   |
| Letonia    | 1   | 3  | 0  | 1  | 2  | 1  | 3  | -2  |
| Montenegro | 1   | 3  | 0  | 1  | 2  | 1  | 6  | -5  |

| 24 de octubre de 2017, 13:00 | Italia                                     | 3:0 (2:0) | Montenegro | David Petriashvili, Tiflis, Georgia |                          |
|                              | Riccardi 16' · Fagioli 18' · Ghislandi 74' | Reporte   |            | Árbitro(s): Glenn Nyberg            | Árbitro(s): Glenn Nyberg |

| 24 de octubre de 2017, 16:00 | Letonia | 0:1 (0:1) | Georgia           | Mikheil Meskhi, Tiflis, Georgia |                           |
|                              |         | Reporte   | Kvaratskhelia 21' | Árbitro(s): Rahim Hasanov       | Árbitro(s): Rahim Hasanov |

| 27 de octubre de 2017, 13:00 | Italia  | 1:0 (1:0) | Letonia | David Petriashvili, Tiflis, Georgia |                             |
|                              | Fagioli | Reporte   |         | Árbitro(s): Erik Lambrechts         | Árbitro(s): Erik Lambrechts |

| 27 de octubre de 2017, 16:00 | Georgia                              | 2:0 (1:0) | Montenegro | Mikheil Meskhi, Tiflis, Georgia |                          |
|                              | Davitashvili 28' · Kvaratskhelia 46' | Reporte   |            | Árbitro(s): Glenn Nyberg        | Árbitro(s): Glenn Nyberg |

| 30 de octubre de 2017, 15:00 | Georgia | 0:2 (0:2) | Italia                             | Mikheil Meskhi, Tiflis, Georgia |                             |
|                              |         | Reporte   | Ghislandi 32' · Vergani 40' (pen.) | Árbitro(s): Erik Lambrechts     | Árbitro(s): Erik Lambrechts |

| 30 de octubre de 2017, 15:00 | Montenegro    | 1:1 (0:0) | Letonia               | David Petriashvili, Tiflis, Georgia |                           |
|                              | Vujanović 50' | Reporte   | Varslavāns 71' (pen.) | Árbitro(s): Rahim Hasanov           | Árbitro(s): Rahim Hasanov |

### Ranking de los terceros puestos
Los cuatro mejores terceros lugares de los 13 grupos pasarán a la siguiente ronda junto a los 2 mejores de cada grupo. (Se contabilizan los resultados obtenidos en contra de los ganadores y los segundos clasificados de cada grupo).Quienes avanzaron en esta ronda fueron:  Macedonia del Norte,  Turquía,  Chipre y  Noruega.
| Grp | Equipo              | PJ | PG | PE | PP | GF | GC | DG  | Pts |
| --- | ------------------- | -- | -- | -- | -- | -- | -- | --- | --- |
| 8   | Macedonia del Norte | 3  | 1  | 2  | 0  | 2  | 0  | +2  | 5   |
| 12  | Chipre              | 3  | 1  | 1  | 1  | 6  | 2  | +4  | 4   |
| 3   | Turquía             | 3  | 1  | 1  | 1  | 5  | 2  | +3  | 4   |
| 5   | Noruega *           | 3  | 1  | 0  | 2  | 11 | 3  | +7  | 3   |
| 2   | Albania             | 3  | 1  | 0  | 2  | 5  | 2  | +3  | 3   |
| 6   | Bielorrusia         | 3  | 1  | 0  | 2  | 4  | 5  | -1  | 3   |
| 4   | Rusia               | 3  | 1  | 0  | 2  | 3  | 4  | -1  | 3   |
| 10  | Lituania            | 3  | 1  | 0  | 2  | 3  | 5  | -2  | 3   |
| 9   | Gales               | 3  | 1  | 0  | 2  | 3  | 6  | -3  | 3   |
| 1   | Irlanda del Norte   | 3  | 1  | 0  | 2  | 1  | 8  | -7  | 3   |
| 11  | Azerbaiyán          | 3  | 1  | 0  | 2  | 3  | 13 | -10 | 3   |
| 13  | Letonia             | 3  | 0  | 1  | 2  | 1  | 3  | -2  | 1   |
| 7   | Andorra             | 3  | 0  | 1  | 2  | 0  | 2  | -2  | 1   |

* Noruega tuvo el mismo balance ante los dos mejores del grupo igual que Andorra, pero se clasificó por el balance disciplinario (cuatro tarjetas ante nueve).

## Ronda Élite
El sorteo se realizó el 6 de diciembre de 2017 en Nyon, Suiza.
Pasan a la siguiente ronda las ganadoras de grupo, junto a Alemania y Portugal, quienes tienen los coeficientes más altos.

### Grupo 1
País anfitrión: República Checa
| Equipo          | Pts | PJ | PG | PE | PP | GF | GC | Dif |
| --------------- | --- | -- | -- | -- | -- | -- | -- | --- |
| Serbia          | 7   | 3  | 2  | 1  | 0  | 6  | 1  | +5  |
| España          | 5   | 3  | 1  | 2  | 0  | 4  | 2  | +2  |
| Ucrania         | 2   | 3  | 0  | 2  | 1  | 1  | 4  | -3  |
| República Checa | 1   | 3  | 0  | 1  | 2  | 0  | 4  | -4  |

| 21 de marzo de 2018, 10:30 | Ucrania          | 1:1 (1:0) | España                     | 1. HFK Olomouc, Olomouc, República Checa |                          |
|                            | Danylo Sikan 24' | Reporte   | Nabil Touaizi Zoubdi 80+1' | Árbitro(s): Urs Schnyder                 | Árbitro(s): Urs Schnyder |

| 21 de marzo de 2018, 13:00 | Serbia                  | 2:0 (2:0) | República Checa | Andrův stadion, Olomouc, República Checa |                           |
|                            | Dragoljub Savić 26' 35' | Reporte   |                 | Árbitro(s): Volen Chinkov                | Árbitro(s): Volen Chinkov |

| 24 de marzo de 2018, 10:30 | Serbia           | 3:0     | Ucrania                                | 1. SK Prostejov, Prostějov, República Checa |                                |
|                            | Bogdan Jocic 12' | Reporte | Danylo Sikan 32' · Mykhailo Mudryk 72' | Árbitro(s): Kristoffer Hagenes              | Árbitro(s): Kristoffer Hagenes |

| 24 de marzo de 2018, 13:00 | España                                                   | 2:0 (1:0) | República Checa | Andrův stadion, Olomouc, República Checa |                           |
|                            | Víctor Mollejo Carpintero 30' · Nabil Touaizi Zoubdi 63' | Reporte   |                 | Árbitro(s): Volen Chinkov                | Árbitro(s): Volen Chinkov |

| 27 de marzo de 2018, 08:30 | República Checa | 0:0     | Ucrania | Andrův stadion, Olomouc, República Checa |                          |
|                            |                 | Reporte |         | Árbitro(s): Urs Schnyder                 | Árbitro(s): Urs Schnyder |

| 27 de marzo de 2018, 08:30 | España                             | 1:1 (1:1) | Serbia              | 1. SK Prostejov, Prostějov, República Checa |                                |
|                            | Miguel Gutiérrez Ortega 20' (pen.) | Reporte   | Kristijan Belić 33' | Árbitro(s): Kristoffer Hagenes              | Árbitro(s): Kristoffer Hagenes |

### Grupo 2
País anfitrión: Croacia
| Equipo  | Pts | PJ | PG | PE | PP | GF | GC | Dif |
| ------- | --- | -- | -- | -- | -- | -- | -- | --- |
| Suecia  | 5   | 3  | 1  | 2  | 0  | 1  | 0  | +1  |
| Bélgica | 4   | 3  | 1  | 1  | 1  | 3  | 2  | 0   |
| Chipre  | 3   | 3  | 0  | 3  | 0  | 2  | 2  | 0   |
| Croacia | 2   | 3  | 0  | 2  | 1  | 2  | 3  | -1  |

| 9 de marzo de 2018, 11:30 | Suecia | 0:0     | Croacia | Aldo Drosina, Pula (Istria), Croacia |                                |
|                           |        | Reporte |         | Árbitro(s): Christopher Jaeger       | Árbitro(s): Christopher Jaeger |

| 9 de marzo de 2018, 08:30 | Bélgica           | 1:1 (0:1) | Chipre             | Kantrida, Rijeka, Croacia   |                             |
|                           | Lucas Lissens 65' | Reporte   | Daniil Paroutis 6' | Árbitro(s): Eldorjan Hamiti | Árbitro(s): Eldorjan Hamiti |

| 12 de marzo de 2018, 11:30 | Croacia           | 1:1 (0:0) | Chipre              | Kantrida, Rijeka, Croacia      |                                |
|                            | Antonio Marin 60' | Reporte   | Daniil Paroutis 76' | Árbitro(s): Christopher Jaeger | Árbitro(s): Christopher Jaeger |

| 12 de marzo de 2018, 08:00 | Bélgica | 0:1 (0:0) | Suecia             | Aldo Drosina, Pula (Istria), Croacia |                             |
|                            |         | Reporte   | Julian Larsson 67' | Árbitro(s): Nejc Kajtazovic          | Árbitro(s): Nejc Kajtazovic |

| 15 de marzo de 2018, 11:30 | Chipre | 0:0     | Suecia | NK Pomorac 1921, Kostrena, Croacia |                             |
|                            |        | Reporte |        | Árbitro(s): Eldorjan Hamiti        | Árbitro(s): Eldorjan Hamiti |

| 15 de marzo de 2018, 11:30 | Croacia                   | 1:2 (0:1) | Bélgica                                 | Kantrida, Rijeka, Croacia   |                             |
|                            | Mario Vušković 67' (pen.) | Reporte   | Largie Ramazani 19' · Lucas Lissens 59' | Árbitro(s): Nejc Kajtazovic | Árbitro(s): Nejc Kajtazovic |

### Grupo 3
País anfitrión: Polonia
| Equipo              | Pts | PJ | PG | PE | PP | GF | GC | Dif |
| ------------------- | --- | -- | -- | -- | -- | -- | -- | --- |
| Irlanda             | 9   | 3  | 3  | 0  | 0  | 6  | 0  | +6  |
| Georgia             | 4   | 3  | 1  | 1  | 1  | 8  | 5  | +3  |
| Polonia             | 4   | 3  | 1  | 1  | 1  | 5  | 3  | +2  |
| Macedonia del Norte | 0   | 3  | 0  | 0  | 3  | 1  | 12 | -11 |

| 21 de marzo de 2018, 13:30 | Georgia                                  | 2:2 (2:1) | Polonia                                  | Miedź Legnica, Legnica, Polonia    |                                    |
|                            | Zuriko Davitashvili 9' (pen.) 28' (pen.) | Reporte   | Maik Nawrocki 14' · Mateusz Żukowski 56' | Árbitro(s): Ivar Orri Kristjansson | Árbitro(s): Ivar Orri Kristjansson |

| 21 de marzo de 2018, 13:30 | República de Irlanda                                               | 3:0 (0:0) | Macedonia | Chrobry Glogów, Glogów, Polonia |                            |
|                            | Adam Idah 57' (pen.) · Sean Brennan 62' · Tyreik Samuel Wright 69' | Reporte   |           | Árbitro(s): Boris Marhefka      | Árbitro(s): Boris Marhefka |

| 24 de marzo de 2018, 13:30 | Polonia                                               | 3:0 (1:0) | Macedonia | 17 Miedz, Legnica, Polonia   |                              |
|                            | Paweł Żuk 30' · Bartosz Bida 67' · Patryk Richert 73' | Reporte   |           | Árbitro(s): Christophe Pires | Árbitro(s): Christophe Pires |

| 24 de marzo de 2018, 13:30 | República de Irlanda                     | 2:0 (2:0) | Georgia | Chrobry Glogów, Glogów, Polonia |                            |
|                            | Elguja Jangveladze 4' · Sean Brennan 33' | Reporte   |         | Árbitro(s): Boris Marhefka      | Árbitro(s): Boris Marhefka |

| 27 de marzo de 2018, 10:00 | Macedonia             | 1:6 (0:4) | Georgia                                                                                                 | Chrobry Glogów, Glogów, Polonia |                              |
|                            | David Toshevski 80+1' | Reporte   | Zuriko Davitashvili 4' 11' 16' 45' (pen.) · Kristijan Trpchevski 31' (a.g.) · Khvicha Kvaratskhelia 64' | Árbitro(s): Christophe Pires    | Árbitro(s): Christophe Pires |

| 27 de marzo de 2018, 10:00 | Polonia | 0:1 (0:0) | República de Irlanda   | Miedź Legnica, Legnica, Polonia    |                                    |
|                            |         | Reporte   | Troy Parrot 48' (pen.) | Árbitro(s): Ivar Orri Kristjansson | Árbitro(s): Ivar Orri Kristjansson |

### Grupo 4
País anfitrión: Portugal
| Equipo     | Pts | PJ | PG | PE | PP | GF | GC | Dif |
| ---------- | --- | -- | -- | -- | -- | -- | -- | --- |
| Suiza      | 7   | 3  | 2  | 1  | 0  | 7  | 4  | +3  |
| Portugal   | 4   | 3  | 1  | 1  | 1  | 5  | 2  | +3  |
| Finlandia  | 3   | 3  | 1  | 0  | 2  | 3  | 5  | -2  |
| Eslovaquia | 0   | 3  | 0  | 0  | 3  | 4  | 8  | -4  |

| 12 de marzo de 2018, 11:00 | Suiza                                | 2:1 (1:1) | Finlandia          | Estadio de Madeira, Funchal, Portugal |                             |
|                            | Julian Vonmoos 32' · Ilan Sauter 52' | Reporte   | Maximo Tolonen 39' | Árbitro(s): Vitaliy Romanov           | Árbitro(s): Vitaliy Romanov |

| 12 de marzo de 2018, 13:00 | Portugal                                     | 2:1 (1:0) | Eslovaquia      | Centro Desportivo da Madeira, Ribeira Brava, Portugal |                            |
|                            | Félix Correia 11' · Francisco Saldanha 80+4' | Reporte   | Patrik Iľko 56' | Árbitro(s): Nicholas Walsh                            | Árbitro(s): Nicholas Walsh |

| 15 de marzo de 2018, 11:00 | Finlandia                                    | 2:1 (1:1) | Eslovaquia       | Municipal de Machico, Machivo, Portugal  |                                          |
|                            | Maximo Tolonen 21' (pen.) · Terry Ablade 66' | Reporte   | Dávid Strelec 8' | Árbitro(s): Kári Jóannesarson Á Høvdanum | Árbitro(s): Kári Jóannesarson Á Høvdanum |

| 15 de marzo de 2018, 13:00 | Portugal            | 1:1 (0:1) | Suiza            | Estadio dos Barreiros, Funchal, Portugal |                            |
|                            | Eduardo Ribeiro 69' | Reporte   | Tician Tushi 11' | Árbitro(s): Nicholas Walsh               | Árbitro(s): Nicholas Walsh |

| 18 de marzo de 2018, 13:00 | Eslovaquia            | 2:4 (1:2) | Suiza                                                                                  | Centro Desportivo da Madeira, Ribeira Brava, Portugal |                                          |
|                            | Peter Pokorny 11' 55' | Reporte   | Tician Tushi 21' · Julian Vonmoos 30' · Christian Witzig 57' · Ruwen Werthmüller 80+6' | Árbitro(s): Kári Jóannesarson Á Høvdanum              | Árbitro(s): Kári Jóannesarson Á Høvdanum |

| 18 de marzo de 2018, 13:00 | Finlandia | 0:2 (0:2) | Portugal                                            | Estadio dos Barreiros, Funchal, Portugal |                             |
|                            |           | Reporte   | Noah Nurmi 21' (a.g.) · Nuno Costa Cunha 36' (pen.) | Árbitro(s): Vitaliy Romanov              | Árbitro(s): Vitaliy Romanov |

### Grupo 5
País anfitrión: Holanda
| Equipo       | Pts | PJ | PG | PE | PP | GF | GC | Dif |
| ------------ | --- | -- | -- | -- | -- | -- | -- | --- |
| Países Bajos | 9   | 3  | 3  | 0  | 0  | 6  | 1  | +5  |
| Italia       | 6   | 3  | 2  | 0  | 1  | 3  | 2  | +1  |
| Turquía      | 3   | 3  | 1  | 0  | 2  | 3  | 4  | -1  |
| Islandia     | 0   | 3  | 0  | 0  | 3  | 1  | 6  | -5  |

| 7 de marzo de 2018, 12:00 | Holanda                | 2:1 (2:0) | Islandia                          | Sportpark De Watertoren, Zaltbommel, Holanda |                        |
|                           | Daishawn Redan 2', 36' | Reporte   | Andri Lucas Gudjohnsen 57' (pen.) | Árbitro(s): Yigal Frid                       | Árbitro(s): Yigal Frid |

| 7 de marzo de 2018, 15:00 | Italia                                  | 2:0 (0:0) | Turquía | Sportpark De Hanen Weide, Veen, Holanda |                               |
|                           | Lorenzo Colombo 61' · Samuele Ricci 67' | Reporte   |         | Árbitro(s): Julian Weinberger           | Árbitro(s): Julian Weinberger |

| 10 de marzo de 2018, 10:00 | Islandia | 0:3 (0:1) | Turquía                                              | Sportpark Parkzicht, Uden, Holanda |                         |
|                            |          | Reporte   | Mustafa Kaya 9' · Fırat Güllü 63' · Süleyman Luş 79' | Árbitro(s): Rohit Saggi            | Árbitro(s): Rohit Saggi |

| 10 de marzo de 2018, 13:00 | Italia | 0:2 (0:1) | Holanda                               | Sportpark Zuideinderpark, Schijndel, Holanda |                               |
|                            |        | Reporte   | Nigel Thomas 37' · Daishawn Redan 80' | Árbitro(s): Julian Weinberger                | Árbitro(s): Julian Weinberger |

| 13 de marzo de 2018, 15:00 | Turquía | 0:2 (0:0) | Holanda                                     | Sportpark Parkzicht, Uden, Holanda |                         |
|                            |         | Reporte   | Enric Llansana 51' · Mohammed Ihattaren 71' | Árbitro(s): Rohit Saggi            | Árbitro(s): Rohit Saggi |

| 13 de marzo de 2018, 15:00 | Islandia | 0:1 (0:0) | Italia          | Sportpark Zuideinderpark, Schijndel, Holanda |                        |
|                            |          | Reporte   | Fabio Ponsi 50' | Árbitro(s): Yigal Frid                       | Árbitro(s): Yigal Frid |

### Grupo 6
País anfitrión: Austria
| Equipo               | Pts | PJ | PG | PE | PP | GF | GC | Dif |
| -------------------- | --- | -- | -- | -- | -- | -- | -- | --- |
| Bosnia y Herzegovina | 6   | 3  | 2  | 0  | 1  | 4  | 4  | 0   |
| Dinamarca            | 6   | 3  | 2  | 0  | 1  | 3  | 2  | +1  |
| Francia              | 4   | 3  | 1  | 1  | 1  | 4  | 2  | +2  |
| Austria              | 1   | 3  | 0  | 1  | 2  | 1  | 4  | -3  |

| 21 de marzo de 2018, 14:30 | Dinamarca               | 1:0 (0:0) | Austria | SV Rohrbach, Rohrbach an der Lafnitz, Austria |                                 |
|                            | Gustav Tang Isaksen 70' | Reporte   |         | Árbitro(s): Kristoffer Karlsson               | Árbitro(s): Kristoffer Karlsson |

| 21 de marzo de 2018, 07:00 | Francia                                                  | 3:0 (1:0) | Bosnia y Herzegovina | Thermen, Bad Waltersdorf, Austria |                                 |
|                            | Lucas Da Cunha 22' · Yann Gboho 44' · Yanis Begraoui 73' | Reporte   |                      | Árbitro(s): Timotheos Christofi   | Árbitro(s): Timotheos Christofi |

| 24 de marzo de 2018, 14:30 | Austria               | 1:3 (0:0) | Bosnia y Herzegovina                                  | Thermen, Bad Waltersdorf, Austria |                                 |
|                            | Marcel Monsberger 57' | Reporte   | Denil Badžak 53' · Ajdin Hasić 55' · Edin Mujić 80+4' | Árbitro(s): Kristoffer Karlsson   | Árbitro(s): Kristoffer Karlsson |

| 24 de marzo de 2018, 07:00 | Francia            | 1:2 (0:1) | Dinamarca                                                | SV Rohrbach, Rohrbach an der Lafnitz, Austria |                            |
|                            | Yanis Begraoui 49' | Reporte   | Gustav Tang Isaksen 31' · Oliver Marc Rose-Villadsen 78' | Árbitro(s): Lionel Tschudi                    | Árbitro(s): Lionel Tschudi |

| 27 de marzo de 2018, 12:30 | Bosnia y Herzegovina | 1:0 (0:0) | Dinamarca | Thermen, Bad Waltersdorf, Austria |                                 |
|                            | Alen Mehić 67'       | Reporte   |           | Árbitro(s): Timotheos Christofi   | Árbitro(s): Timotheos Christofi |

| 27 de marzo de 2018, 12:30 | Austria | 0:0     | Francia | SV Rohrbach, Rohrbach an der Lafnitz, Austria |                            |
|                            |         | Reporte |         | Árbitro(s): Lionel Tschudi                    | Árbitro(s): Lionel Tschudi |

### Grupo 7
País anfitrión: Hungría
| Equipo    | Pts | PJ | PG | PE | PP | GF | GC | Dif |
| --------- | --- | -- | -- | -- | -- | -- | -- | --- |
| Eslovenia | 7   | 3  | 2  | 1  | 0  | 6  | 2  | +4  |
| Israel    | 6   | 3  | 2  | 0  | 1  | 6  | 4  | +2  |
| Hungría   | 4   | 3  | 1  | 1  | 1  | 3  | 2  | +1  |
| Rumania   | 0   | 3  | 0  | 0  | 3  | 2  | 9  | -7  |

| 22 de marzo de 2018, 10:00 | Eslovenia                | 1:1 (0:0) | Hungría                | III. Kerületi TVE, Budapest, Hungría |                             |
|                            | Tamar Svetlin 57' (pen.) | Reporte   | Kristóf Tóth-Gábor 80' | Árbitro(s): Milovan Milacic          | Árbitro(s): Milovan Milacic |

| 22 de marzo de 2018, 10:00 | Israel                                                             | 5:1 (1:0) | Rumania                      | Üllo Városi Sporttelep, Üllo, Hungría |                            |
|                            | Ibrahim Jauabra 40' 61' 64' · Ofek Ovadia 48' · Osher Davida 80+2' | Reporte   | Marian Dumitru Alexandru 57' | Árbitro(s): Petri Viljanen            | Árbitro(s): Petri Viljanen |

| 25 de marzo de 2018, 08:00 | Hungría                                        | 2:0 (1:0) | Rumania | III. Kerületi TVE, Budapest, Hungría |                            |
|                            | Péter Beke 29' (pen.) · Kristóf Tóth-Gábor 49' | Reporte   |         | Árbitro(s): Petri Viljanen           | Árbitro(s): Petri Viljanen |

| 25 de marzo de 2018, 08:00 | Israel | 0:3 (0:1) | Eslovenia                                             | Üllo Városi Sporttelep, Üllo, Hungría |                            |
|                            |        | Reporte   | Nik Prelec 32' · Matija Burin 54' · Jošt Urbančič 67' | Árbitro(s): Roomer Tarajev            | Árbitro(s): Roomer Tarajev |

| 28 de marzo de 2018, 08:00 | Rumania               | 1:2 (0:0) | Eslovenia             | Üllo Városi Sporttelep, Üllo, Hungría |                            |
|                            | Luis Emanuel Nitu 67' | Reporte   | Tamar Svetlin 51' 75' | Árbitro(s): Roomer Tarajev            | Árbitro(s): Roomer Tarajev |

| 28 de marzo de 2018, 08:00 | Hungría | 0:1 (0:1) | Israel                  | Hidegkúti Nándor, Budapest, Hungría |                             |
|                            |         | Reporte   | Kristóf Vida 43' (a.g.) | Árbitro(s): Milovan Milacic         | Árbitro(s): Milovan Milacic |

### Grupo 8
País anfitrión: Grecia
| Equipo   | Pts | PJ | PG | PE | PP | GF | GC | Dif |
| -------- | --- | -- | -- | -- | -- | -- | -- | --- |
| Noruega  | 7   | 3  | 2  | 1  | 0  | 7  | 3  | +4  |
| Alemania | 4   | 3  | 1  | 1  | 1  | 5  | 3  | +2  |
| Grecia   | 3   | 3  | 1  | 0  | 2  | 1  | 6  | -5  |
| Escocia  | 3   | 3  | 1  | 0  | 2  | 2  | 3  | -1  |

| 21 de marzo de 2018, 11:00 | Grecia             | 1:0 (0:0) | Escocia | Pampeloponnisiako, Patras, Grecia |                        |
|                            | Ioannis Fakkis 56' | Reporte   |         | Árbitro(s): Igor Pajac            | Árbitro(s): Igor Pajac |

| 21 de marzo de 2018, 07:00 | Alemania                                 | 2:2 (1:1) | Noruega                                           | Pampeloponnisiako, Patras, Grecia |                           |
|                            | Noah Katterbach 9' · Antonis Aidonis 52' | Reporte   | Joshua Gaston Kitolano 16' · Noah Jean Holm 80+4' | Árbitro(s): Admir Šehović         | Árbitro(s): Admir Šehović |

| 24 de marzo de 2018, 07:00 | Escocia           | 1:2 (0:1) | Noruega                                     | Pampeloponnisiako, Patras, Grecia |                           |
|                            | Billy Gilmour 37' | Reporte   | Kornelius Norman Hansen 54' · Oscar Aga 72' | Árbitro(s): Denys Shurman         | Árbitro(s): Denys Shurman |

| 24 de marzo de 2018, 11:00 | Alemania                                                                   | 3:0 (1:0) | Grecia | Panachaiki de Patras, Patras, Grecia |                        |
|                            | Oliver Batista Meier 24' (pen.) · Ole Pohlmann 76' · Noah Katterbach 80+1' | Reporte   |        | Árbitro(s): Igor Pajac               | Árbitro(s): Igor Pajac |

| 27 de marzo de 2018, 08:00 | Noruega                                                      | 3:0 (0:0) | Grecia | Pampeloponnisiako, Patras, Grecia |                           |
|                            | Kornelius Norman Hansen 44' 57' · Kristoffer Askildsen 80+3' | Reporte   |        | Árbitro(s): Denys Shurman         | Árbitro(s): Denys Shurman |

| 27 de marzo de 2018, 08:00 | Escocia                    | 1:0 (0:0) | Alemania | Papacharalambio Ethniko, Nafpaktos, Grecia |                           |
|                            | Adedapo Awokoya-Mebude 57' | Reporte   |          | Árbitro(s): Admir Šehović                  | Árbitro(s): Admir Šehović |

### Ranking de los segundos puestos
Los siete mejores segundos lugares de los 8 grupos pasaron a la siguiente ronda junto a los ganadores de cada grupo. (Se contabilizan los resultados obtenidos en contra de los ganadores y los terceros clasificados de cada grupo). Quien no clasificó fue  Georgia.
| Grp | Equipo    | PJ | PG | PE | PP | GF | GC | DG | Pts |
| --- | --------- | -- | -- | -- | -- | -- | -- | -- | --- |
| 8   | Alemania  | 2  | 1  | 1  | 0  | 5  | 2  | +3 | 4   |
| 4   | Portugal  | 2  | 1  | 1  | 0  | 3  | 1  | +2 | 4   |
| 6   | Dinamarca | 2  | 1  | 0  | 1  | 2  | 2  | 0  | 3   |
| 5   | Italia    | 2  | 1  | 0  | 1  | 2  | 2  | 0  | 3   |
| 7   | Israel    | 2  | 1  | 0  | 1  | 1  | 3  | -2 | 3   |
| 1   | España    | 2  | 0  | 2  | 0  | 2  | 2  | 0  | 2   |
| 2   | Bélgica   | 2  | 0  | 1  | 1  | 1  | 2  | -1 | 1   |
| 3   | Georgia   | 2  | 0  | 1  | 1  | 2  | 4  | -2 | 1   |